# Getaneh Molla
Getaneh Tamire Molla (* 10. Januar 1994 in Enjibara, Amhara) ist ein äthiopischer Leichtathlet, der sich auf die Langstrecken- und Crossläufe spezialisiert hat. 2015 gewann er die Goldmedaille über 5000 Meter bei den Afrikaspielen.

## Leben
Getaneh Molla stammt aus der Region Amhara, im äthiopischen Nordwesten, wo er mit einem Bruder und sechs Schwestern aufwuchs. Während der Schulzeit fing er mit dem Laufen an. 2009 nahm er an regionalen Jugendmeisterschaften teil, bei denen Talente für das Tirunesh Dibaba’s Training Centre gesucht werden, einem Zentrum zur Förderung junger äthiopischer Lauftalente in Assela. Dafür reichten seine gezeigten Leistungen nicht aus und so wurde er ein Jahr später beim nahegelegenen Debrebirhan Training Centre aufgenommen, welches vom äthiopischen Leichtathletikverband gefördert wird. Seine Anfangszeit dort war vor allem durch Verletzungen geprägt, aber nach einiger Zeit konnte er sich 2012 in einem Ausscheidungsrennen in der Hauptstadt Addis Abeba für das nationale Läuferteam qualifizieren.

## Sportliche Laufbahn
Getaneh Molla startete erstmals 2014 in internationalen Wettkämpfen über die Langstrecke. 2015 wurde er erstmals äthiopischer Meister über die 5000 Meter. Anschließend reiste er zu den Afrikaspielen in Brazzaville, wo er über die gleiche Distanz an den Start ging. In einer Zeit von 13:21,88 min gewann er dabei die Goldmedaille. Sein Start bei den Spielen war lange Zeit über gar nicht gesichert, da er erst nach dem Ausfall eines Teamkollegen nachrückte.
2016 startete Molla bei den Crosslauf-Afrikameisterschaften in Yaoundé in Kamerun. Im Einzelrennen belegte er den sechsten Platz und konnte mit dem äthiopischen Team die Bronzemedaille gewinnen. Im Juni startete er bei den Afrikameisterschaften in Durban, bei denen er in 13:17,84 min den vierten Platz belegte. Anschließend war es sein Ziel einen Platz im nationalen Läuferteam für die Olympischen Spiele in Rio de Janeiro zu ergattern. Nachdem allerdings gerade sein Vater gestorben war, konnte er nicht die Leistungen erbringen, die notwendig gewesen wäre und verpasste damit Olympia. Im März 2017 belegte Molla bei den Crosslauf-Weltmeisterschaften in Kampala den 18. Platz im Erwachsenenrennen über zehn Kilometer. Seine Halbmarathonzeit verbesserte er im September um mehr als zwei Minuten auf 1:00:34 h. Ab 2018 trat er dann vermehrt über die Halbmarathondistanz an. Im März lief er bei den Halbmarathonweltmeisterschaften, die im Rahmen des Valencia-Marathons stattfanden, auf den fünften Platz. Im August trat er über 5000 Meter bei den Afrikameisterschaften in Asaba an. In einer Zeit von 13:49,06 min gewann er die im Finale die Silbermedaille.
Im Januar 2019 stellte Molla beim Marathon von Dubai seine Bestzeit von 2:03:34 h auf, die neben einem neuen Streckenrekord auch die bis dahin sechstschnellste jemals gelaufene Zeit über die Marathondistanz darstellte. Im März verbesserte er zudem seine Halbmarathonzeit auf 1:00:26 h. Die Weltmeisterschaften in Doha, bei denen er über 10.000 Meter an den Start gehen wollte, verpasste er anschließend.

## Wichtige Wettbewerbe
| Jahr                  | Veranstaltung                   | Ort                   | Platz                 | Disziplin             | Zeit                  |
| Startet für Äthiopien | Startet für Äthiopien           | Startet für Äthiopien | Startet für Äthiopien | Startet für Äthiopien | Startet für Äthiopien |
| --------------------- | ------------------------------- | --------------------- | --------------------- | --------------------- | --------------------- |
| 2015                  | Afrikaspiele                    | Brazzaville           | 1.                    | 5000 m                | 13:21,88 min          |
| 2016                  | Crosslauf-Afrikameisterschaften | Yaoundé               | 6.                    | 10 Kilometer          | 27:13 min             |
| 2016                  | Crosslauf-Afrikameisterschaften | Yaoundé               | 3.                    | Teamwertung           | 41 Punkte             |
| 2016                  | Afrikameisterschaften           | Durban                | 4.                    | 5000 m                | 13:17,84 min          |
| 2017                  | Crosslauf-Weltmeisterschaften   | Kampala               | 18.                   | 10 Kilometer          | 29:34 min             |
| 2018                  | Afrikameisterschaften           | Asaba                 | 2.                    | 5000 m                | 13:49,06 min          |

## Persönliche Bestleistungen
Freiluft
- 3000 m: 7:46,06 min, 30. Juni 2019, Palo Alto
- 5000 m: 12:59,58 min, 31. August 2018, Brüssel
- 10.000 m: 27:44,61 min, 8. Juni 2021, Hengelo
- Halbmarathon: 1:00:26 h, 15. März 2019, Manama
- Marathon: 2:03:34 h, 25. Januar 2019, Dubai